# Lawrence Low
Lawrence Edgar (Larry) Low  (Trenton (New Jersey), 22 augustus 1920 - Toms River, 1 juli 1996) was een  Amerikaans zeiler.
Low won samen met Herbert Williams tijdens de Olympische Zomerspelen 1956 in het Australische Melbourne in de star.

## Olympische Zomerspelen
| Jaar | Plaats    | Resultaten |
| ---- | --------- | ---------- |
| 1956 | Melbourne | star       |